# Geniofrinins
Els geniofrinins (Genyophryninae) són una subfamília d'amfibis anurs de la família dels microhílids.

## Taxonomia
- Albericus
- Aphantophryne
- Austrochaperina
- Choerophryne
- Cophixalus
- Copiula
- Genyophryne
- Liophryne
- Oreophryne
- Oxydactyla
- Sphenophryne